# Campeonato Asiático de Atletismo de 2011 - Revezamento 4x100 m feminino
A prova dos 4 x 100 metros estafetas feminino do Campeonato Asiático de Atletismo de 2011 foi disputada no dia 10 de julho de 2011 no Kobe Universiade Memorial Stadium em Kobe,  no Japão. 

## Recordes
Antes desta competição, os recordes mundiais e do campeonato nesta prova eram os seguintes:
|                       | Nome                                                                      | Nacionalidade     | Tempo  | Local        | Data                  |
| --------------------- | ------------------------------------------------------------------------- | ----------------- | ------ | ------------ | --------------------- |
| Recorde mundial       | Silke Gladisch-Möller, Sabine Rieger Ingrid Auerswald-Lange, Marlies Göhr | Alemanha Oriental | 41s 37 | Camberra     | 6 de outubro de 1985  |
| Recorde do campeonato | Pei Fang, Tian Yumei Chen Zhaojing, Xiao Yehua                            | China             | 43s 41 | Kuala Lumpur | 1991                  |
| Recorde asiático      | Lin Xiao, Yali Li Xiaomei Liu, Li Xuemei                                  | China             | 42s 23 | Xangai       | 23 de outubro de 1997 |

## Medalhistas
| Ouro                                                                  | Prata                                                      | Bronze                                                                |
| Japão · Nao Okabe · Momoko Takahashi · Chisato Fukushima · Saori Imai | China · Tao Yujia · Liang Qiuping · Jiang Lan · Wei Yongli | Hong Kong · Chan Ho Yee · Leung Hau Sze · Fong Yee Pui · Poon Pak Yan |

## Cronograma
Todos os horários são locais (UTC+9).
| Data        | Hora  | Evento |
| ----------- | ----- | ------ |
| 10 de julho | 16:50 | Final  |

## Final
A final da prova ocorreu dia 10 de julho às 16:50. 
| Posição           | Raia | Nacionalidade | Atletas                                                                              | Tempo | Notas |
| ----------------- | ---- | ------------- | ------------------------------------------------------------------------------------ | ----- | ----- |
| Medalha de ouro   | 3    | Japão         | Nao Okabe, Momoko Takahashi, Chisato Fukushima, Saori Imai                           | 44.05 |       |
| Medalha de prata  | 6    | China         | Tao Yujia, Liang Qiuping, Jiang Lan, Wei Yongli                                      | 44.23 |       |
| Medalha de bronze | 4    | Tailândia     | Phatsorn Jaksuninkorn, Neeranuch Klomdee, Laphassaporn Tawoncharoen, Nongnuch Sanrat | 44.62 |       |
| 4                 | 5    | Hong Kong     | Chan Ho Yee, Leung Hau Sze, Fong Yee Pui, Poon Pak Yan                               | 44.62 |       |

Legenda
| Recorde mundial       | Recorde mundial (World record)               |                       | Recorde africano                      | Recorde africano (African) |                                           | Q | Classificado por posição (Qualified) |
| Recorde do campeonato | Recorde do campeonato (Championship record)  | Recorde da América    | Recorde da América (Americas)         | q                          | Classificado por melhor tempo (Qualified) |   |                                      |
| Melhor marca do ano   | Melhor marca do ano (World leading)          | Recorde asiático      | Recorde asiático (Asian)              | DNS                        | Não largou (Did not start)                |   |                                      |
| Recorde nacional      | Recorde nacional (National record)           | Recorde europeu       | Recorde europeu (European)            | DNF                        | Não terminou (Did not finish)             |   |                                      |
| Recorde pessoal       | Recorde pessoal do atleta (Personal best)    | Recorde da Oceania    | Recorde da Oceania (Oceania)          | DSQ / DQ                   | Desclassificado (Disqualified)            |   |                                      |
| Recorde da temporada  | Recorde da temporada do atleta (Season best) | Recorde sul-americano | Recorde sul-americano (South America) | NM                         | Sem marca (No mark)                       |   |                                      |